# Arto Aas
Arto Aas (né le 9 juin 1980 à Tallinn) est un homme politique estonien, membre du Parti de la réforme (REF). 
De 2015 à 2016, il est ministre des Administrations publiques.